# Chkungen
Chkungen, jedna od bivših bandi Songish Indijanaca, porodica salishan, koji su živjeli uz zaljev McNeill Bay na krajnjem jugu otoka Vancouver u Kanadi. Oni su vjerojatno identični s Chekwungeen iz sela Chikawich ("big hips"), za koje se kaže da su jedna od četiri skupine s McNeill Baya. Swanton od 4 songish skupine s McNeilla nabraja nazive Chikauach, Chkungen, Kltlasen i Kukoak. Prema nekim informantima (Ned Williams) Chekwungeen su se u području zaljeva podijeli tako što je jedna skupina otišla na područje Gonzales Bay gdje su postali poznati kao Chilcowitch. Kako je Williams čuo do ove seoba došlo je u davna vremena. Drugi dio koji je ostao na McNeillu Lemons je nazvao Skongh-ee.